# 努瓦河畔阿伊
努瓦河畔阿伊（法語：Ailly-sur-Noye，法語發音：[aji syʁ nwa]）是法国上法蘭西大區索姆省的一个市镇，属于蒙迪迪耶区。

## 地理
努瓦河畔阿伊（49°45'23"N, 2°21'48"E）面积25.35 平方千米，位于法国上法蘭西大區索姆省，该省份为法国北部沿海省份，北起加来海峡省和北部省，西接滨海塞纳省和大西洋英吉利海峡，南至瓦兹省，东临埃纳省。
与努瓦河畔阿伊接壤的市镇（或旧市镇、城区）包括：瑞梅勒、绍苏瓦埃帕尼、埃塞尔托、努瓦河畔弗莱尔、努瓦河畔居扬库尔、拉瓦德莫日洛图瓦、卢夫勒希、马伊赖讷瓦尔、勒米安库尔、鲁夫雷勒。
努瓦河畔阿伊的时区为UTC+01:00、UTC+02:00（夏令时）。

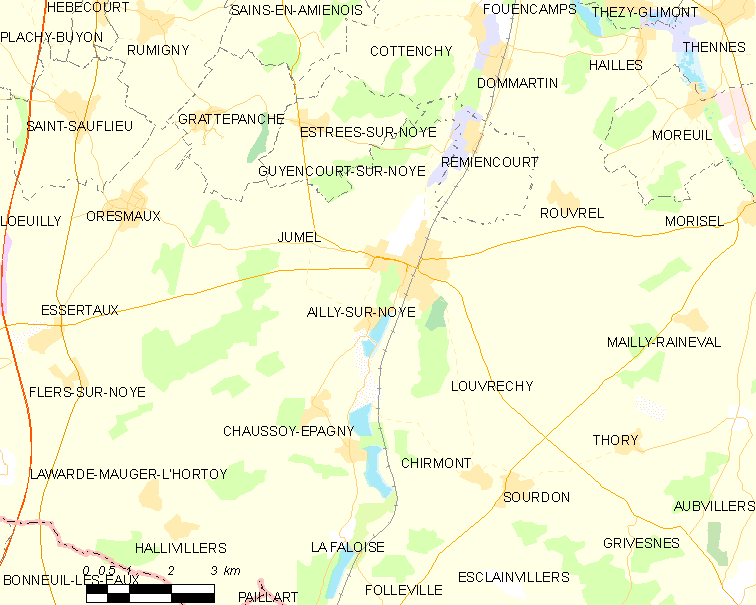
努瓦河畔阿伊的OSM定位图

## 行政
努瓦河畔阿伊的邮政编码为80250，INSEE市镇编码为80010。

## 政治
努瓦河畔阿伊所属的省级选区为努瓦河畔阿伊县。

## 人口

1962-2008年间努瓦河畔阿伊人口变化图示

努瓦河畔阿伊于2022年1月1日时的人口数量为2669人。